# 皮德普拉山
48°18′13.5″N 24°5′28″E / 48.303750°N 24.09111°E
皮德普拉山是烏克蘭的山峰，位於該國西部外喀爾巴阡州，屬於烏克蘭喀爾巴阡山脈中斯維多韋茨山脈的一部分，海拔高度1,634米。